# Сирийские арабские силы ПВО
Сирийские арабские силы ПВО (САСПВО) (араб.  قوات الدفاع الجوي العربي السوري‎) — один из видов вооружённых сил Сирийской Арабской Республики.

## История
Подразделения противовоздушной обороны создавались с момента организации Сирийских арабских вооружённых сил. Тогда это были подразделения, входившие в состав армии и военно-воздушных сил. Вооружены подразделения ПВО в то время были исключительно зенитной артиллерией калибром от 23 до 100 мм советского производства — 61-К, С-60, КС-19. Большое распространение получили установки ЗСУ-57-2 и ЗСУ-23-4. В основном же задача по охране воздушного пространства Сирии была возложена на истребительную авиацию ВВС. После разгрома в шестидневной войне 1967 года, во время которой израильская авиация уничтожила от 54 до 60 из 106 сирийских самолётов, причём значительное количество из них было уничтожено прямо на аэродромах, руководство Сирии осознало необходимость создания войск ПВО, вооружённых зенитно-ракетными комплексами.

Первые два комплекса (дивизиона) СА-75М «Двина-АК» были поставлены в Сирию из СССР в 1968 году. Следующие четыре комплекса — в 1969 году. С 1973 года в Сирию поставлялись комплексы С-75М «Волга». Всего в Сирию было поставлено 6 ЗРК СА-75М и 52 ЗРК С-75М(М3).
В 1972-м году начались поставки ЗРК С-125 и С-125М «Печора». В 1973-м году в Сирию были начаты поставки ЗРК войсковых ПВО 2К12Е «Квадрат», которые поступили на вооружение войск ПВО Сирии.
В 1973-м году началось создание сети радиолокационных станций на базе советской РЛС П-14Ф «Лена». Было поставлено 6 РЛС.
Создание сил ПВО происходило с непосредственным участием советских военных и технических специалистов. Они изучали боевой опыт, полученный в ходе шестидневной войны, использовали его в организации системы ПВО Сирии, обучали командный и офицерский состав. Некоторое количество ЗРК приходили в Сирию укомплектованными личным составом советских офицеров и солдат (то есть, дивизионами), которые уже на месте обучали работе на комплексах сирийских военных. После обучения, ЗРК передавались сирийской армии.

К началу войны Судного дня 1973 года в составе ПВО Сирии числилось 12 дивизионов ЗРК С-75М, 8 дивизионов ЗРК С-125, 14 батарей ЗРК «Квадрат», а также около 1000 зенитных орудий. В ходе войны силы ПВО Сирии и Египта вместе уничтожили 82 самолёта ВВС Израиля, что в итоге составило 85 % всех потерь израильской авиации. При этом по типам средств ПВО потери ВВС Израиля распределились следующим образом:
- ЗРК «Квадрат» — 27 самолётов
- ЗСУ-23-4 — 27 самолётов
- Артиллерия ПВО — 15 самолётов
- «ПЗРК Стрела-2» — 6 самолётов
- ЗРК С-125 — 4 самолёта
- ЗРК С-75 всех модификаций — 2 самолёта

По другим данным потери ВВС Израиля от огня только ЗРК С-75 и С-125 ПВО Сирии составили:
- ЗРК СА-75М — 26 самолётов
- ЗРК С-75М — 32 самолётов
- ЗРК С-125 — 33 самолёта

Собственные потери зенитных ракетных войск Сирии составили 3 ЗРК уничтоженными и 5 ЗРК повреждёнными от авиаударов, и 1 ЗРК был уничтожен или повреждён при обстрелах со стороны сухопутных сил Израиля.

Несмотря на небольшое количество уничтоженных самолётов, нельзя сказать, что войска ПВО Сирии были не эффективны. Главной их задачей являлось прикрытие действий танковых и мотопехотных частей и соединений, которые должны были закрепиться на Голанских высотах. Не подлежит сомнению, что в отсутствие эффективного зенитного противодействия израильская авиация мгновенно уничтожила бы противника, как это случилось с первой механизированной бригадой Египта на Синае и как это было в 1967 году. Именно во время штурмовых налётов на позиции и колонны сирийских войск авиация Израиля понесла наибольшие потери. Во время первых налетов уровень потерь доходил до 50 %, в целом в течение первых четырех суток конфликта — до 17 % самолётов. Плотный огонь вынуждал израильских пилотов вести бомбометание с большой высоты, что приводило к резкой потере точности. Таким образом, ПВО, по сути, стали единственным видом вооруженных сил арабских стран, которые успешно выполнили поставленные перед ними задачи.

После войны 1973 года продолжалось совершенствование и усиление материальной части войск ПВО. С 1973 по 1982 год на вооружение ПВО Сирии поступило 42 ЗРК С-75М «Волга», 34 ЗРК С-125М «Печора», 50 ЗРК «Квадрат», 63 ЗРК «Оса». В радиотехнические войска поступали РЛС П-35, П-37, П-12, П-15, радиовысотомеры ПРВ-11, ПРВ-13. Производилась модернизация вооружения: ЗРК СА-75М в 1971-77 гг.; ЗРК С-75М в 1979-84 гг.; ЗРК С-125М в 1979-83 гг.; РЛС П-14Ф в 1981-82 гг.

С момента окончания войны войны Судного дня 1973 года и до 5 июня 1974 года продолжалась война на истощение, в ходе которой обе противоборствующие стороны активно применяли авиацию, артиллерию и средства ПВО. С 1978 года начались бои с ВВС Израиля в воздушном пространстве Ливана. В ходе этих боев ВВС Сирии несли значительные потери: как минимум 12 МиГов, в том числе 2 МиГ-25. Для прикрытия сирийских войск в Ливане в долине Бекаа была развёрнута группировка ПВО «Феда» в составе трёх зенитно-ракетных бригад (полков): всего 15 дивизионов (батарей) ЗРК «Квадрат»; и одной зенитно-ракетной бригады смешанного состава: два дивизиона С-75М «Волга» и два дивизиона С-125М «Печора». Итого в сумме 19 дивизионов. Командные пункты бригад и стартовые позиции дивизионов прикрывались средствами непосредственного прикрытия: зенитными самоходными установками ЗСУ-23-4 и ПЗРК. 

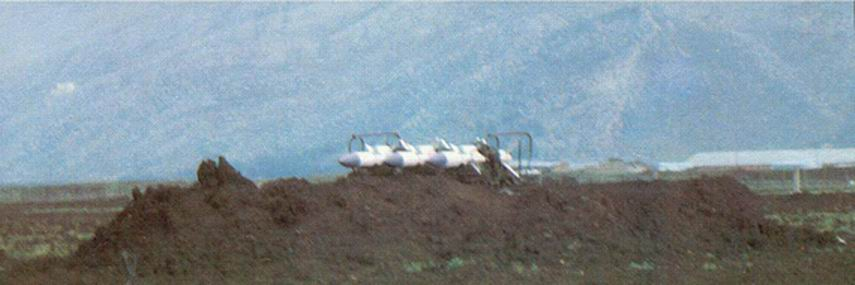
Сирийская ЗРК «Квадрат», недалеко от шоссе Бейрут-Дамаск, и с видом на долину Бекаа, в начале 1982 года

 В ночь с 9 на 10 июня на территорию Ливана была введена 82-я зенитно-ракетная бригада в составе 5 дивизионов ЗРК «Квадрат» и три зенитно-артиллерийских полка, но по состоянию на 9 июня 1982 года они так и не успели присоединиться к передовой группировке. В результате операции «Арцав 19», начатой армией Израиля 9 июня 1982 года, в течение 2 часов 15 зенитно-ракетных дивизионов (батарей) в долине Бекаа были полностью уничтожены (из них 11 батарей ЗРК «Квадрат»), а ещё 3 дивизиона — сильно повреждены. На следующий день, 10 июня, возобновляются удары, как по уцелевшим после предыдущих атак зрдн, так и по пяти дивизионам введённой ночью 82-й зрбр. Результат — 4 дивизиона уничтожены. Во время проведения операции 10 июня 1982 г. над долиной Бекаа произошел крупный воздушный бой, в котором с обеих сторон приняло участие около 350 истребителей. ВВС Сирии признали потерю в тех боях 60 самолетов. Израиль же заявил, что его ВВС сбили 85 сирийских истребителей и 5 вертолётов «Газель». Израильская сторона признала потерю только одного штурмовика «Скайхок» и двух вертолётов АН-1 «Кобра» и Белл 212, сбитых палестинцами с помощью ПЗРК. По неким данным потери ВВС Израиля составили 13 истребителей и штурмовиков, в том числе несколько F-15.

Ввиду серьёзных потерь, понесённых Сирийской арабской армией в Ливане, и с целью качественного усиления сирийской ПВО, в январе 1983 года из СССР началась переброска специально сформированных двух зенитно-ракетных полков (220-й зрп и 231-й зрп), вооружённых ЗРК дальнего действия С-200ВЭ «Вега-Э», каждый из которых состоял из двух огневых и одного технического дивизионов. 220-й зрп разместили на позициях в 40 км западнее Дамаска возле города Думейр, 231-й зрп — в 5 км восточнее Хомса. Также в Сирию перебрасывались ЗРК С-125М1А «Печора» (4 огневых и 1 технический дивизион) полностью укомплектованные советскими военнослужащими. В том же 1983 году Сирии были поставлены 6 ЗРК последней модификации С-75М3 «Волга».

В декабре 1983 года, после возобновления военных действий между ливанской армией и шиитско-друзскими милициями, для поддержки ливанской армии объединённые силы военно-морской группировки США, Англии, Франции, Италии начали морскую блокаду побережья Ливана. Корабельная артиллерия во взаимодействии с бомбардировочной авиацией стала наносить массированные удары по шиитским и друзским милициям и сирийским войскам, занимающим оборону в горных районах Санины, прикрывающим автомагистраль Дамаск — Бейрут. До этого, ещё в ноябре, были нанесены авиаудары по сирийским войскам, находившимся в долине Бекаа. Сирийские войска нанесли ряд ответных ударов[уточнить] по корабельной группировке США, а войска ПВО действовали против палубной авиации. За шесть суток активных боевых действий, зенитчики сбили девять американских самолетов, в том числе пять A-6 Intruder, три F-14 Tomcat, один F-4 Phantom II, один A-7 Corsair II (американцы за этот период совершили только один налёт, потеряв два самолёта), кроме того, четыре израильских и два французских палубных истребителя Super Étendard. Перед блокадой американцы массированно применили беспилотные самолеты-разведчики «AQM-34, которые барражировали над позициями сирийских войск в Ливане, а также над позициями советских ЗРК, дислоцированных в Сирии. Дивизионами непосредственного прикрытия ЗРК Оса» было сбито одиннадцать беспилотных самолетов. 220-й зрп доложил о поражении пуском одной ракеты на дальности 190 км самолёта раннего предупреждения E-2 Hawkeye, хотя ни США, ни Израиль не подтвердили потери самолёта этого типа. Тем не менее полёты самолетов США и Израиля прекратились — поставленная перед зенитчиками задача была выполнена.

После стабилизации обстановки, снятия блокады Бейрута и вывода израильских войск в южную часть Ливана, руководством СССР было принято решение о выводе советских регулярных воинских частей из Сирии. В июле 1984 года весь личный состав регулярных советских подразделений ПВО, обучив сирийских военных и передав им всю материальную часть ЗРК и других средств ПВО, покинул территорию Сирийской Арабской Республики.
На 11 декабря 2024 г., после свержения президента Сирии Башара Асада вооруженной оппозицией, по утверждению Израильской стороны, часть ПВО Сирии была уничтожена.

## Современное состояние
Сирийские ПВО оснащены советским и российским вооружением и военной техникой.
На вооружении находится свыше 900 зенитных ракетных комплексов и более 4000 зенитных орудий калибра 23—100 мм.
Согласно сведениям российской печати, имеются три оценки боеспособности данной техники:
- 1) все эти системы не представляют серьёзной угрозы для современной авиации стран НАТО[17];
- 2) есть и противоположные оценки[18][19];
- 3) для НАТО опасны лишь стационарные комплексы дальнего радиуса действия С-200ВЭ «Вега-Э»[20], а также самоходные ЗРК средней дальности «Бук»[21].

Существенным сдерживающим фактором для армии Сирии является желание сохранить боеспособность ВВС и ПВО для сдерживания массированных атак при этом по существу игнорируя малоразмерные атаки с воздуха с целью скрыть реальные боевые возможности, аналогично применялись ПВО и ВВС Югославии в войне против НАТО в 1999 году, эпизодически, что позволило сохранить боеспособность до конца войны, на всём протяжении войны вынуждая противника нести потери в условиях превосходства противника в десятки раз по численности и превосходстве в технике от 20 до 50 лет по срокам модернизации.
Также к безусловно боеспособным системам ПВО относятся универсальные, мобильные, самостоятельные: 36 ЗРПК «Панцирь», способен работать на ходу и/или в полностью пассивном режиме (существует противоречивая информация о модификации как ЗРПК так и поставленных к нему типу ракет), это система ближнего боя (перехват самолётов и боеприпасов на дальности от 20 до 4 км что зависит от модификации), завершаются поставки до уровня 50 комплектов ЗРПК. ЗРК средней дальности: «Бук М1-2» 20 и/или «Бук М-2Э» — суммарно 18 комплектов (способна поражать любые цели, в том числе самолёты типа F-15 на дальности до 45 км, одновременно поражая до 24 целей каждым комплектом (М2Э)), «Печора-2М».
Также в распоряжении ПВО Сирии имеется более 4000 зенитных орудий различных модификаций (происходит постепенное снятие с вооружения).
Для предварительного обнаружения направления воздушной атаки может использоваться система пассивного обнаружения 1Л222 «Автобаза», по двум координатам из 3.
На сегодняшний день основным сдерживающим фактором при массированной агрессии с воздуха является не мощь и даже не техническое совершенство, а как раз наличие систем ПВО. Стоит заметить, что ПВО Сирии существенно новее и многочисленнее, чем системы ПВО Ливии, Ирака или Югославии, поэтому и эффективность их применения будет иной. То есть странам антисирийской коалиции придётся провести длительную операцию для нейтрализации системы противовоздушной обороны. По состоянию на октябрь 2016 года ПВО Сирии, были полностью восстановлены и готовы сбивать любые летающие иностранные объекты на территории Сирии.
Во время проведения Военной операции России в Сирии, к 2017 году ПВО Сирии и российская группировка ПВО в районе основного места базирования Группировки Вооружённых сил России в Сирии в районе аэродрома Хмеймим создали единую систему ПВО на территории Сирии. Единая система обеспечивает информационно-техническое сопряжение российских и сирийских средств разведки воздушного пространства, а вся информация о воздушной обстановке от сирийских радиолокационных станций поступает на пункты управления российской группировки войск.

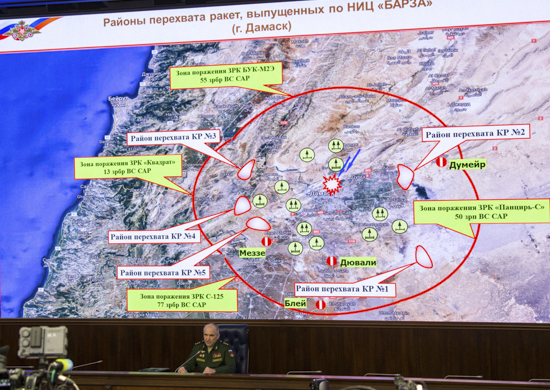
Схема перехвата ракет ПВО Сирии, выпущенных по НИЦ «Барза» в Дамаске 14 апреля 2018 года

10 февраля 2018 года cирийские ПВО сбили F-16 ВВС Израиля из группы бомбивших военную базу в центральной части Арабской Республики.
14 апреля 2018 года Сирийские ПВО отразили массированный ракетный удар США, Британии и Франции на сирийские военные объекты.
Было применено 112 зенитных ракет, поразивших 71 цель из 103 (по данным МО России). Для отражения атаки использовались комплексы: С-125, С-200, «Бук», «Куб», «Оса», Стрела-10, Панцирь-С1.
Согласно данным МО США, ПВО Сирии не смогли перехватить ни одной ракеты или самолёта, сирийские ПВО выпустили более 40 ракет класса «земля-воздух», причём большинство запусков произошло уже после того, как удары по объектам были закончены.
Министерство обороны Франции заявила об успешном выполнении поставленных задач, ПВО Сирии не смогла перехватить ни одной ракеты выпущенную французской стороной; по заявлению начальника Генштаба ВС Франции Франсуа Лекуантра ПВО Сирии оказалась очень слабой, а сирийские ВВС даже не пытались вмешаться в происходящее и не покидали авиабазы «на которых присутствовали русские», что де-факто обеспечивало некоторую защиту сирийской авиации.. 

Часть ракет, по всей видимости — из-за технических неполадок, не достигла своих целей и упали; две из них, в том числе ракета «Томагавк», как утверждается — были доставлены в Москву.

Впоследствии обломки, как утверждается — сбитых ПВО Сирии, ракет «Томагавк», «SCALP» и «Storm Shadow» представлены журналистам 25 апреля 2018 года на брифинге Министерства обороны России.

### Усиление после гибели самолёта ВКС России
После инцидента с уничтожением российского Ил-20 в Сирии 17 сентября 2018 года, Президент России Владимир Путин принял решение об усилении ПВО Сирии. Минобороны России им поставлены зенитно-ракетные комплексы С-300 (ранее, в 2013 году, российская сторона, по просьбе Израиля, остановила поставку в Сирию данных комплексов).
Также, сирийские командные пункты ПВО были оснащены автоматизированными системами управления, которые ранее поставлялись только в ВC России. Это позволило обеспечить централизованное управление системой ПВО Сирии.
По сообщению Министра обороны России Сергея Шойгу, в прилегающих к Сирии районах Средиземного моря российские средства будут подавлять спутниковую навигацию, радиолокационные системы и связь боевой авиации, атакующей объекты на сирийской территории.
Первая крупная атака со стороны Израиля была отбита сирийскими ПВО в конце ноября 2018 года. Применялись российские зенитные ракетные комплексы «Бук-М2Э» и ракетно-пушечные «Панцирь-С1».

## Структура
ПВО Сирии на 2018 год организационно состоит из 3 полков ПВО с ЗРК С-200 и 4 дивизий ПВО с С-125, 2К12 «Куб» и С-75 «Двина».

## Оружие и вооружение
| Название                         | Производство | Тип                              | Количество                                                                                              | Примечания                                                |
| Системы ПВО                      | Системы ПВО  | Системы ПВО                      | Системы ПВО                                                                                             | Системы ПВО                                               |
| -------------------------------- | ------------ | -------------------------------- | --- | --------------------------------------------------------- |
| С-300                            | СССР Россия  | ЗРК дальнего радиуса действия    | 24 |                                                           |
| С-200ВЭ                          | СССР         | ЗРК дальнего радиуса действия    | Истощение во время гражданской войны значительно сократило количество оборудования почти для всех типов |                                                           |
| С-125 «Печора» С-125 «Печора-2М» | СССР Россия  | ЗРК малой дальности              | Истощение во время гражданской войны значительно сократило количество оборудования почти для всех типов | На 2019 год осуществляются поставки из России «Печора-2М» |
| С-75 «Волга»                     | СССР         | ЗРК средней дальности            | Истощение во время гражданской войны значительно сократило количество оборудования почти для всех типов |                                                           |
| 9К317Э «Бук-М2Э»                 | Россия       | самоходный ЗРК средней дальности | 18 | На 2019 год осуществляются поставки из России             |
| 9К37 «Бук»                       | СССР         | самоходный ЗРК средней дальности | Истощение во время гражданской войны значительно сократило количество оборудования почти для всех типов |                                                           |
| Панцирь-С1                       | Россия       | самоходный ЗРК малой дальности   | Истощение во время гражданской войны значительно сократило количество оборудования почти для всех типов | На 2019 год осуществляются поставки из России             |
| «Квадрат»                        | СССР         | самоходный ЗРК малой дальности   | Истощение во время гражданской войны значительно сократило количество оборудования почти для всех типов |                                                           |
| 9К33 «Оса-АК» 9К33 «Оса-АКМ»     | СССР         | самоходный ЗРК ближнего действия | Истощение во время гражданской войны значительно сократило количество оборудования почти для всех типов |                                                           |
| Стрела-2 М                       | СССР         | ПЗРК                             | Истощение во время гражданской войны значительно сократило количество оборудования почти для всех типов |                                                           |

Постоянные потери вооружения в ходе гражданской войны в Сирии резко сократило количество оставшихся единиц всех типов.
По состоянию на 2016 год довольно сложно оценить количество вооружения в войсках. Но некоторые источники дают следующий состав вооружения ПВО Сирии:
| Тип                                 | Изображение | Производство  | Назначение                                                      | Количество               | Примечания |
| ----------------------------------- | ----------- | ------------- | --------------------------------------------------------------- | ------------------------ | --- |
| С-300                               |             | СССР Россия   | ЗРК дальнего радиуса действия                                   | 24                       | |
| С-75                                |             | СССР          | Зенитный ракетный комплекс малой дальности                      | до 53 дивизионов         | Модификации «Двина» и «Волга» |
| С-125М «Печора-М» С-125 «Печора-2М» |             | СССР · Россия | Зенитный ракетный комплекс малой дальности                      | до 40 дивизионов         | Основная модификация − С-125М «Нева-М» в её экспортном варианте «Печора-М». В 2011—2013 годах был поставлен ЗРК С-125 «Печора-2М» в количестве 12 штук (неизвестно чего именно: 12 дивизионов или 12 ПУ). |
| С-200ВЭ «Вега-Э»                    |             | СССР          | Зенитный ракетный комплекс дальнего действия                    | 8 дивизионов             | В составе трёх групп дивизионов. |
| «Квадрат»                           |             | СССР          | Самоходный зенитный ракетный комплекс малой дальности           | до 5 полков = 25 батарей | |
| Бук-М1 Бук-М2                       |             | СССР · Россия | Самоходный зенитный ракетный комплекс средней дальности         | 3-6 дивизионов           | Поставка 8 ЗРК Бук-М2 в 2010—2013 годах. |
| Панцирь-С1                          |             | Россия        | Самоходный зенитный ракетно-пушечный комплекс ближнего действия | 36 комплексов            | Поставка 36 ПЗРК в 2008—2013 годах. |
| Оса                                 |             | СССР          | Зенитный ракетный комплекс ближнего действия                    | 61 комплекс              | Переданы из состава ПВО Сухопутных войск |
| Стрела-10                           |             | СССР          | Зенитный ракетный комплекс ближнего действия                    | до 60 ЗРК                | Переданы из состава ПВО Сухопутных войск |
| Стрела-1                            |             | СССР          | Зенитный ракетный комплекс ближнего действия                    | до 100 ЗРК               | Переданы из состава ПВО Сухопутных войск |